# Skradin
Skradin est une ville et une municipalité située en Dalmatie, dans le comitat de Šibenik-Knin, en Croatie. Au recensement de 2001, la municipalité comptait 3 986 habitants, dont 86,60 % de Croates et 10,81 % de Serbes et la ville seule comptait 619 habitants.
Skradin est située entre les deux lacs Visovačko Jezero et Prukljansko Jezero, au bord du fleuve Krka. Elle est l'un des points d'accès au parc national de Krka.

## Histoire
La ville apparaît depuis l'Antiquité tardive sous le nom latin, dalmate puis italien de Scardona, officiel durant les périodes vénitienne, napoléonienne et austro-hongroise, bien que le nom slave de Skradin soit utilisé en parallèle par les Croates depuis leur arrivée en Dalmatie il y a 1 500 ans ; Scardona est encore utilisé par l'Église catholique romaine dans son annuaire des sièges épiscopaux titulaires.

## Localités
La municipalité de Skradin compte 21 localités :
- Bićine
- Bratiškovci
- Bribir
- Cicvare
- Dubravice
- Gorice
- Gračac
- Ićevo
- Krković
- Lađevci
- Međare
- Piramatovci
- Plastovo
- Rupe
- Skradin
- Skradinsko Polje
- Sonković
- Vaćani
- Velika Glava
- Žažvić
- Ždrapanj